# Fair Isle-stickning
Fair Isle är en traditionell stickningsteknik som används av människor världen över. Det är en teknik inom stickning där man använder två färger på samma gång genom att föra med garnet på den aviga sidan av stickningen och byter till den aktiva färgen på varje maska.
Tekniken härstammar från Fair Isle som ligger mellan Shetlandsöarna och Orkneyöarna i Skottland. Tekniken är döpt efter ön där den skapades.
Vissa människor refererar till all flerfärgad stickning som Fair Isle-stickning men detta stämmer inte. Det är endast då Shetlandsmönster används som det är Fair Isle. Annars kallas det mönsterstickning eller "stranded colourwork" som det heter på engelska. Då Fair Isle är en sorts mönsterstickning så är det endast en av teknikerna under termen flerfärgsstickning. Där finns även intarsia och mosaikstickning som båda är tekniker under samlingsnamnet.
En annan egenskap för Fair Isle-stickning är att det alltid stickas "in-the-round", alltså på rundstickor, och att man oftast använder två färger alternerande. Väldigt sällan använder man tre. 

## Historia
Tekniken började på sent 1800-tal. De första fynden är daterade till 1860-tal och är två kepsar. De finns på Shetlands museum. Liknande fynd finns på "The National Museum of Scotland" och är daterade till 1850-talet.
Tekniken påbörjades på grund av att framförallt kvinnorna på ön började experimentera med flerfärgad stickning och mönsterstickning för att visa upp garnet som de använde. Shetlandsfår har hög kvalitetsull. Ullen är elastisk, vilket är unikt för Shetlandsfåren. Deras ull är även mjuk och varm. Experimenterandet med flerfärgsstickning ledde till sin egen erkända teknik.  

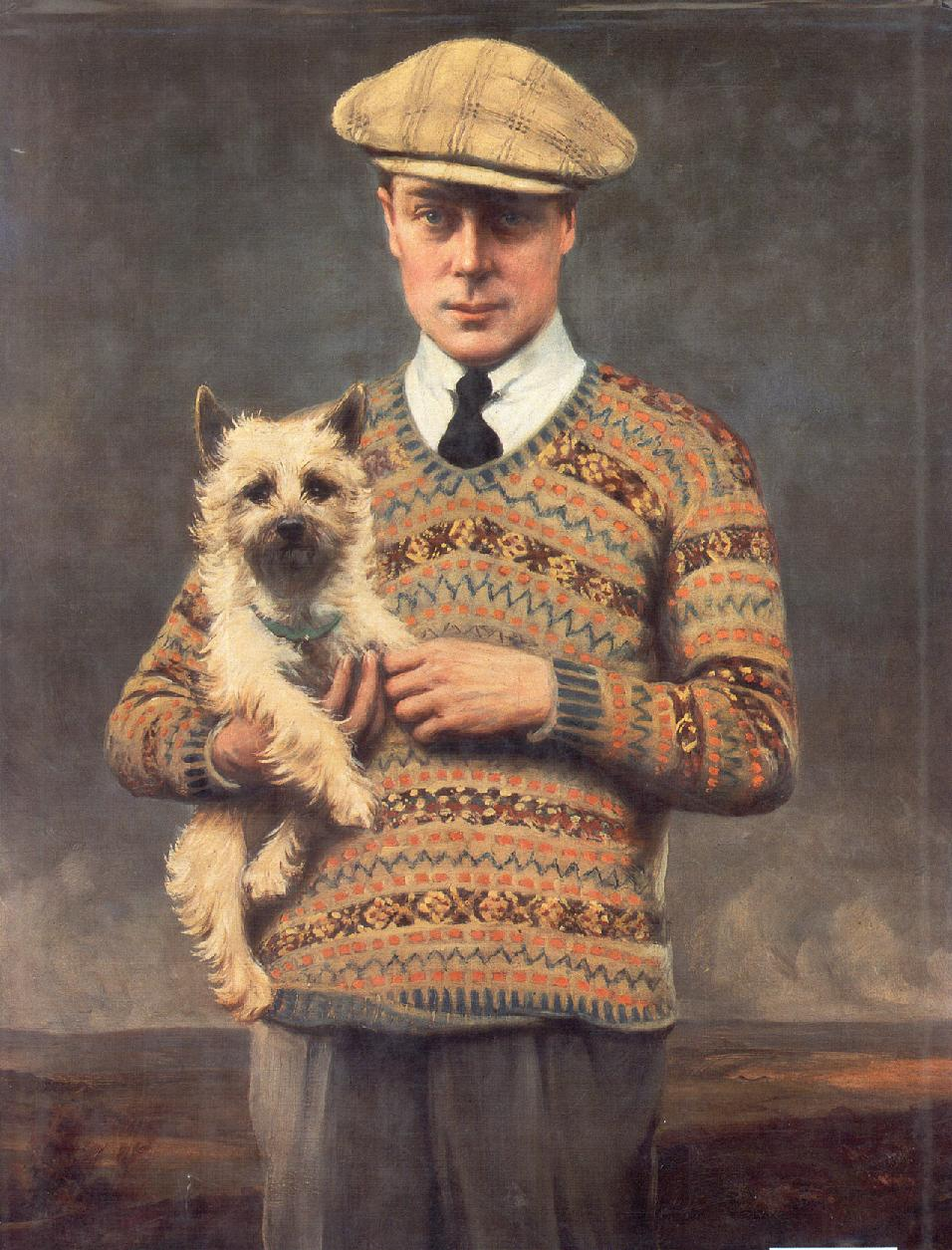
Prinsen av Wales, senare känd som kung Edward VIII i en Fair Isle-stickad tröja.

Tidigt 1900-tal spred sig tekniken utanför Shetlandsöarna. 1921 visades Fair Isle-stickade kläder för första gången upp på "The British Industries Fair". De populariserades av Kung Edward VIII som bar en tröja stickad med tekniken. Det finns idag mönster som återskapar samma tröja och den går även att köpa. 
Fair Isle-stickade kläder har på senare tid fortsatt att användas av den brittiska kungafamiljen. En av de första pressbilderna av prinsessan Diana var på henne utanför sin lägenhet bärande en röd och vit Fair Isle-stickad kofta och i december 2022 lade Kate Middleton ut en video på Twitter på sig själv då hon dekorerar sin julgran iklädd en vit och blå Fair Isle-stickad polotröja.
På 1930-talet blev Fair Isle-stickade kläder populära bland flera stora designers såsom Coco Chanel och Jean Patou.